# Cancionero Colocci-Brancuti
El cancionero Colocci-Brancuti es uno de los tres cancioneros en que se han conservado las cantigas medievales gallegoportuguesas. Recibe este nombre por haber sido hallado en la biblioteca del conde Paolo Brancuti di Cagli, en Ancona (Italia), en 1878, y por el hecho conocido de haber sido propiedad del humanista A. Colocci, quien numeró los folios y escribió en él varias notas marginales. Se denomina también Cancionero de la Biblioteca Nacional (de Lisboa), ya que dicha institución lo adquirió en 1924
Es una copia de comienzos del siglo XVI, que contiene 1567 composiciones, distribuidas en 335 folios. De los tres cancioneros gallegoportugueses, es el que recoge un mayor número de cantigas. Están representados todos los géneros: las cantigas de amigo, las cantigas de amor, y las cantigas de escarnio y de maldecir. Es posible que tanto este cancionero como el de la Biblioteca Vaticana sean copias de un manuscrito anterior, que se piensa que puede haber sido copilado en la primera mitad del siglo XIV por Pedro de Portugal, conde de Barcelos.
- Datos: Q2536710
- Multimedia: Cancioneiro da Biblioteca Nacional / Q2536710